# Ганджала
Ганджала (груз. განჯალა) — село в Грузии, в муниципалитете Лагодехи края Кахетия.

## География
Село расположено в восточной части края, в 15 километрах по прямой к юго-западу от центра муниципалитета Лагодехи. Высота центра — 320 метров над уровнем моря.

## Население
По данным переписи населения 2014 года, в селе проживало 2243 человека.
| Год  | Население | Мужчины | Женщины |
| ---- | --------- | ------- | ------- |
| 2002 | 2745      | 1378    | 1367    |
| 2014 | 2243      | 1128    | 1115    |